# Zezikon
Zezikon (toponimo tedesco) è una frazione del comune svizzero di Affeltrangen, nel Canton Turgovia (distretto di Weinfelden).

## Storia

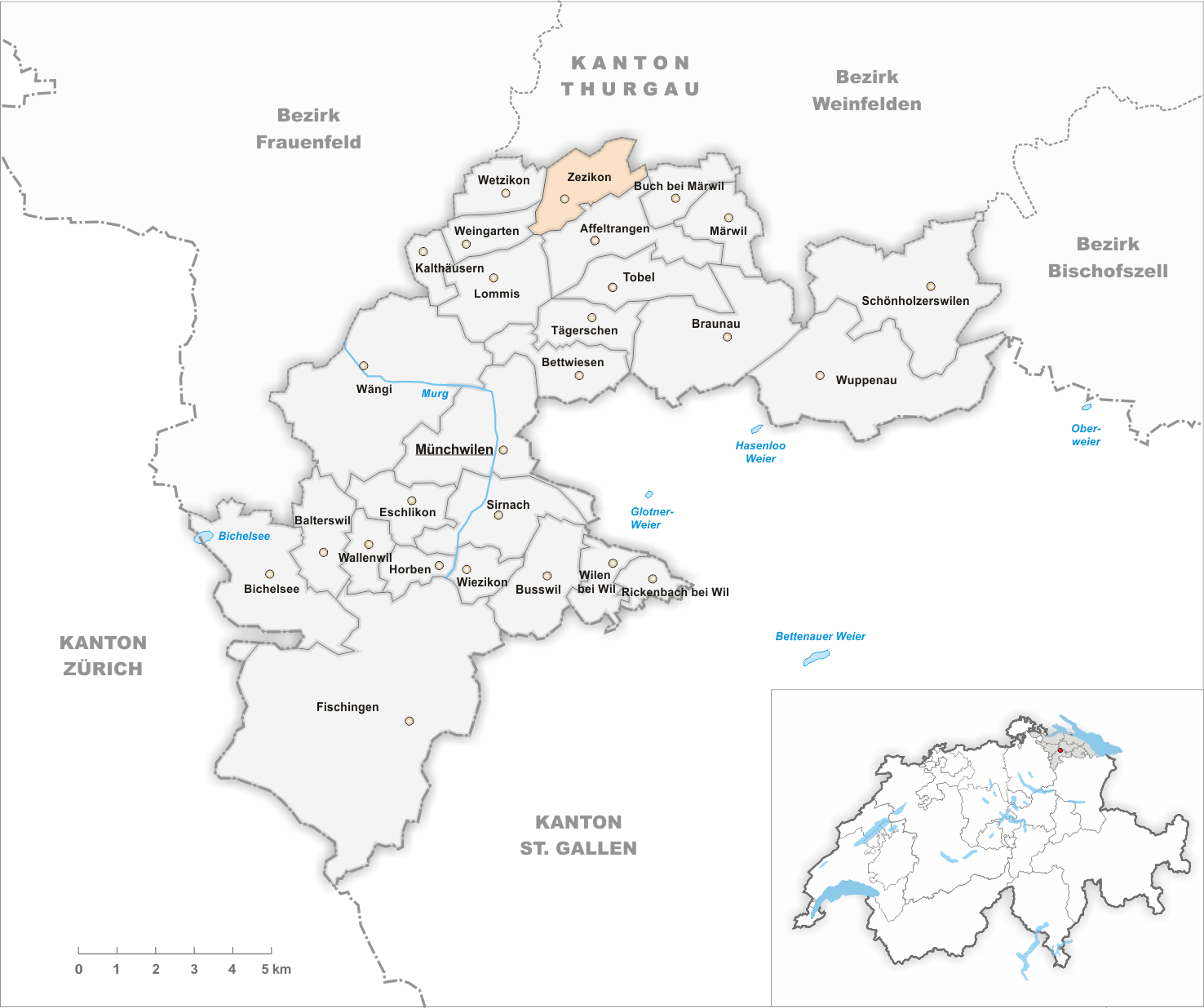
Il territorio del comune di Zezikon prima degli accorpamenti comunali del 1995

Già comune autonomo (Ortsgemeinde) che apparteneva al distretto di Münchwilen e che comprendeva anche le frazioni di Battlehausen, Kaltenbrunnen, Maltbach e Wildern, nel 1995 è stato aggregato al comune di Affeltrangen assieme agli altri comuni soppressi di Buch bei Märwil e Märwil.

## Monumenti e luoghi d'interesse
- Cappella di San Giacomo in località Kaltenbrunnen, eretta nel 1662[1].

## Società

### Evoluzione demografica
L'evoluzione demografica è riportata nella seguente tabella:
Abitanti censiti

## Amministrazione
Ogni famiglia originaria del luogo fa parte del cosiddetto comune patriziale e ha la responsabilità della manutenzione di ogni bene ricadente all'interno dei confini della frazione.